# Nigel Melker
Nigel Melker (Rotterdam, 25 gennaio 1991) è un pilota automobilistico olandese.

## Carriera

### Karting
Melker iniziò la sua carriera in motorsport coi kart nel 2001, vincendo la Mini Junior Cup olandese. Nel 2005 vinse il campionato Junior tedesco, finendo 2º nel campionato europeo ICA Junior.

### Formula Renault
Dopo un anno di pausa (2007), Melker si spostò in monoposto nel 2008. Partecipò alla Formula Renault NEC con Van Amersfoort Racing. Concluse 12º in classifica con undici arrivi a punti che gli fruttarono 120 lunghezze. Prese anche parte in dieci gare del campionato di Formula Renault italiana. Finì 18º con 37 punti.
Nel 2009, Melker corse sia nella Formula Renault 2.0 NEC sia all'Eurocup Formula Renault 2.0 con MP Motorsport. Chiuse 18º nella NEC, ottenendo punti in tutte le sei gare a cui partecipò. In Eurocup, prese parte ai primi cinque round, concludendo 23º con cinque punti grazie al 6º posto ottenuto a Spa.

### GP3 Series
Nel 2010, Melker divenne il primo pilota a firmare per il team RSC Mücke Motorsport per la GP3 Series. I suoi compagni furono il compatriota Renger van der Zande e il tedesco Tobias Hegewald. Iniziò la stagione con una pole position a Barcellona, ma in gara fu coinvolto in un incidente al primo giro e si ritirò. Nella gara sprint partì da dietro e rimontò sino al 14º posto. Conquistò un'altra pole a Istanbul Park, ma non riuscì ad ottenere altri punti sino alla gara di Monza e finì 23º in campionato.
Melker restò in GP3 con il team Mücke per il 2011, insieme a Michael Christensen e Luciano Bacheta (che sarebbe poi stato rimpiazzato da Daniel Mancinelli). Con il beneficio di un anno di esperienza nella categoria, la sua forma migliorò e vinse la prima gara della stagione in Turchia. Ciò gli consegnò la leadership del campionato e riuscì altre quattro volte a finire sul podio, ma successivamente scese al 3º posto dietro le due Lotus ART di Valtteri Bottas e James Calado dopo che il suo team perse un po' di competitività conseguentemente ai test di Barcellona.

### Formula 3 Euro Series
Oltre al campionato di GP3 nel 2011, Melker partecipò alla Formula 3 Euro Series, sempre con Mücke, chiudendo 4º nella classifica piloti con quattro vittorie. Concluse davanti ai suoi compagni di squadra Felix Rosenqvist, Marco Sørensen e Facu Regalia, ma non fu in grado di contrastare il dominante campione Roberto Merhi, il suo collega su Prema Powerteam Daniel Juncadella o il pilota Signature Marco Wittmann.

### GP2 Series
Dopo aver partecipato alle Finali di GP2 di Abu Dhabi con DAMS, Melker passò all'Ocean Racing Technology per il 2012, inizialmente insieme a Jon Lancaster. Con migliore risultato un 4º posto a Silverstone, chiuse il campionato 19º.

## Risultati

### Sommario
| Anno | Serie                        | Team                    | Gare | Vittorie | Pole | Gpv | Podi | Punti | Pos. |
| ---- | ---------------------------- | ----------------------- | ---- | -------- | ---- | --- | ---- | ----- | ---- |
| 2008 | Formula Renault 2.0 NEC      | Van Amersfoort Racing   | 15   | 0        | 0    | 0   | 0    | 120   | 12º  |
| 2008 | Formula Renault 2.0 italiana | Van Amersfoort Racing   | 10   | 0        | 0    | 0   | 0    | 37    | 18º  |
| 2009 | Eurocup Formula Renault 2.0  | MP Motorsport           | 10   | 0        | 0    | 0   | 0    | 5     | 23º  |
| 2009 | Formula Renault 2.0 NEC      | MP Motorsport           | 6    | 0        | 0    | 0   | 0    | 77    | 18º  |
| 2010 | GP3 Series                   | RSC Mücke Motorsport    | 16   | 0        | 2    | 0   | 0    | 5     | 23º  |
| 2011 | GP3 Series                   | RSC Mücke Motorsport    | 16   | 1        | 0    | 2   | 5    | 38    | 3º   |
| 2011 | Formula 3 Euro Series        | Mücke Motorsport        | 24   | 4        | 2    | 2   | 9    | 251   | 4º   |
| 2011 | GP2 Finali                   | DAMS                    | 2    | 0        | 0    | 0   | 0    | 0     | 20º  |
| 2012 | GP2 Series                   | Ocean Racing Technology | 24   | 0        | 0    | 0   | 0    | 25    | 19º  |
| 2012 | Formula Renault 3.5 Series   | Lotus                   | 2    | 0        | 0    | 0   | 1    | 15    | 19º  |
| 2013 | Formula Renault 3.5 Series   | Tech 1 Racing           | 17   | 0        | 0    | 2   | 4    | 136   | 6º   |

### Risultati in GP3 Series
(legenda) (Le gare in grassetto indicano la pole position) (Gare in corsivo indicano Gpv)
| Anno | Team                 | 1           | 2          | 3          | 4          | 5           | 6          | 7           | 8           | 9           | 10          | 11         | 12         | 13         | 14          | 15        | 16          | Punti | Pos. |
| ---- | -------------------- | ----------- | ---------- | ---------- | ---------- | ----------- | ---------- | ----------- | ----------- | ----------- | ----------- | ---------- | ---------- | ---------- | ----------- | --------- | ----------- | ----- | ---- |
| 2010 | RSC Mücke Motorsport | ESP FEA Rit | ESP SPR 14 | TUR FEA 23 | TUR SPR 17 | VAL FEA Rit | VAL SPR 15 | GBR FEA 12  | GBR SPR Rit | GER FEA Rit | GER SPR Rit | HUN FEA 23 | HUN SPR 14 | BEL FEA 12 | BEL SPR 15  | ITA FEA 8 | ITA SPR 13  | 5     | 23º  |
| 2011 | RSC Mücke Motorsport | TUR FEA 1   | TUR SPR 3  | ESP FEA 6  | ESP SPR 2  | VAL FEA Rit | VAL SPR 19 | GBR FEA Rit | GBR SPR 8   | GER FEA 10  | GER SPR 3   | HUN FEA 8  | HUN SPR 4  | BEL FEA 3  | BEL SPR Rit | ITA FEA 9 | ITA SPR Rit | 38    | 3º   |

### Risultati in Formula 3 Euro Series
(legenda) (Le gare in grassetto indicano la pole position) (Gare in corsivo indicano Gpv)
| Anno | Team             | Telaio       | Motore   | 1   | 1   | 1   | 2   | 2   | 2   | 3   | 3   | 3   | 4   | 4   | 4   | 5   | 5   | 5   | 6   | 6   | 6   | 7   | 7   | 7   | 8   | 8   | 8   | 9   | 9   | 9   | Punti | Pos. |
| ---- | ---------------- | ------------ | -------- | --- | --- | --- | --- | --- | --- | --- | --- | --- | --- | --- | --- | --- | --- | --- | --- | --- | --- | --- | --- | --- | --- | --- | --- | --- | --- | --- | ----- | ---- |
| 2011 | Mücke Motorsport | Dallara F308 | Mercedes | LEC | LEC | LEC | HOC | HOC | HOC | ZAN | ZAN | ZAN | RBR | RBR | RBR | NOR | NOR | NOR | NÜR | NÜR | NÜR | SIL | SIL | SIL | VAL | VAL | VAL | HOC | HOC | HOC | 251   | 4º   |
| 2011 | Mücke Motorsport | Dallara F308 | Mercedes | 1   | 12  | 4   | 7   | 11  | 5   | 1   | 11  | 3   | 5   | Rit | 2   | 1   | 11  | 10  | 4   | 6   | 3   |     |     |     | 1   | 8   | 3   | 6   | 5   | 2   | 251   | 4º   |

### Risultati in GP2 Series
(legenda) (Le gare in grassetto indicano la pole position) (Gare in corsivo indicano Gpv)
| Anno | Team                    | 1          | 2          | 3           | 4           | 5           | 6           | 7          | 8          | 9           | 10         | 11          | 12         | 13        | 14        | 15        | 16        | 17         | 18         | 19          | 20         | 21         | 22          | 23         | 24         | Punti | Pos. |
| ---- | ----------------------- | ---------- | ---------- | ----------- | ----------- | ----------- | ----------- | ---------- | ---------- | ----------- | ---------- | ----------- | ---------- | --------- | --------- | --------- | --------- | ---------- | ---------- | ----------- | ---------- | ---------- | ----------- | ---------- | ---------- | ----- | ---- |
| 2012 | Ocean Racing Technology | MYS FEA 16 | MYS SPR 14 | BHR1 FEA 20 | BHR1 SPR 18 | BHR2 FEA 19 | BHR2 SPR 11 | ESP FEA 14 | ESP SPR 24 | MON FEA Rit | MON SPR 12 | VAL FEA Rit | VAL SPR 13 | GBR FEA 4 | GBR SPR 6 | GER FEA 6 | GER SPR 8 | HUN FEA 14 | HUN SPR 18 | BEL FEA Rit | BEL SPR NP | ITA FEA 11 | ITA SPR Rit | SGP FEA 12 | SGP SPR 12 | 25    | 19º  |

### Risultati in Formula Renault 3.5 Series
(legenda) (Le gare in grassetto indicano la pole position) (Gare in corsivo indicano Gpv)
| Anno | Team          | 1       | 2        | 3       | 4       | 5        | 6       | 7       | 8       | 9        | 10      | 11        | 12      | 13      | 14        | 15      | 16        | 17      | Punti | Pos. |
| ---- | ------------- | ------- | -------- | ------- | ------- | -------- | ------- | ------- | ------- | -------- | ------- | --------- | ------- | ------- | --------- | ------- | --------- | ------- | ----- | ---- |
| 2012 | Lotus         | ALC 1   | ALC 2    | MON 1   | SPA 1   | SPA 2    | NÜR 1   | NÜR 2   | MSC 1   | MSC 2    | SIL 1 3 | SIL 2 Rit | HUN 1   | HUN 2   | LEC 1     | LEC 2   | CAT 1     | CAT 2   | 15    | 19º  |
| 2013 | Tech 1 Racing | MNZ 1 5 | MNZ 2 11 | ALC 1 6 | ALC 2 6 | MON 1 17 | SPA 1 3 | SPA 2 6 | MSC 1 3 | MSC 2 15 | RBR 1 2 | RBR 2     | HUN 1 6 | HUN 2 4 | LEC 1 Rit | LEC 2 4 | CAT 1 Rit | CAT 2 8 | 136   | 6º   |